# Eulaema leucopyga
Eulaema leucopyga är en biart som först beskrevs av Heinrich Friese 1898.  Eulaema leucopyga ingår i släktet Eulaema, tribus orkidébin, och familjen långtungebin. Inga underarter finns listade.